# Eurytoma pusilla
Eurytoma pusilla är en stekelart som beskrevs av Karl Henrik Boheman 1836. Eurytoma pusilla ingår i släktet Eurytoma och familjen kragglanssteklar.
Artens utbredningsområde är Sverige. Inga underarter finns listade i Catalogue of Life.